# Movimento de Esquerda Socialista

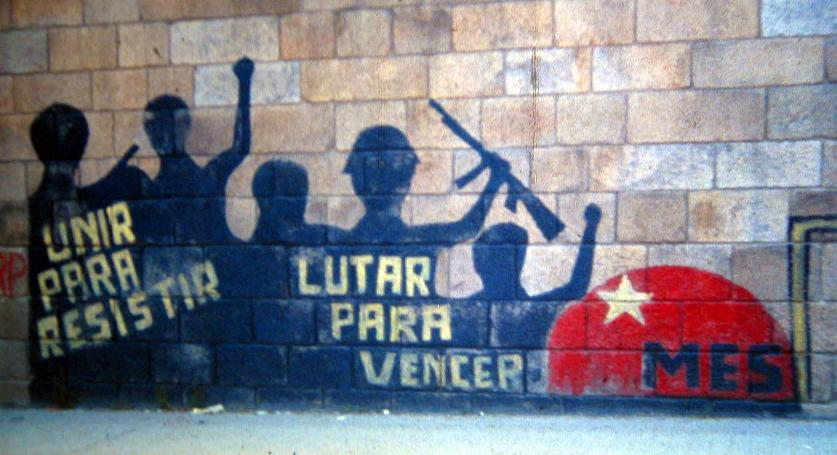

O Movimento de Esquerda Socialista (MES) foi um partido português fundado em Fevereiro de 1975, uns meses a seguir à Revolução de 25 de Abril de 1974. O MES, apesar de ser um pequeno partido, agregava muitas tendências  entre que provinham de uma cisão à esquerda na Comissão Democrática Eleitoral (CDE), dirigentes estudantis das lutas de 1969 em Coimbra, estudantes  e sindicalistas. Ideologicamente à esquerda do PS e próximo do Partido Socialista Unificado francês (PSU), da Lotta Continua italiana ou do chileno Movimento de Esquerda Revolucionária (MIR), preconizava o autonomismo e o conselhismo.
Apesar da sua curta vida política e fracos resultados eleitorais, alguns dirigentes do MES, tendo-se transferido mais tarde para o Partido Socialista, continuaram com uma presença activa na política portuguesa, tendo vindo a desempenhar vários cargos, entre o Parlamento, o Governo e a Presidência da República.

## História
A sua criação resultou da articulação política de sindicalistas, militantes do catolicismo progressista, intelectuais de diversos sectores e de quadros do associativismo académico, alguns dos quais vinham assumindo posições conjuntas em documentos e acções de agitação política no período anterior à Revolução. Muitos dos primeiros militantes do MES tinham-se envolvido nas lutas oposicionistas contra a ditadura, com destaque para o movimento que, em 1969, concorreu às eleições para a Assembleia Nacional, sob a sigla da Comissão Democrática Eleitoral (CDE).
A formação do MES foi anunciada pela "Declaração do Movimento de Esquerda Socialista - M.E.S", subscrita por Agostinho Roseta, Augusto Mateus, Jerónimo Franco, Jorge Sampaio, Marcolino Abrantes, Paulo Bárcia, Rogério de Jesus, António Machado, Alberto Martins, Luís Filipe Fazendeiro, Luís Manuel Espadaneiro, Carlos Pratas, José Galamba de Oliveira, Joaquim Cavaqueiro Mestre, José Manuel Galvão Teles, Eduardo Ferro Rodrigues, Nuno Teotónio Pereira, César de Oliveira, Vítor Wengorovius, Eduarda Dionísio, João Martins Pereira e João Bénard da Costa, entre outros.

## Do Nascimento até ao 25 de Novembro

### O 1º Congresso (21-12-1974)

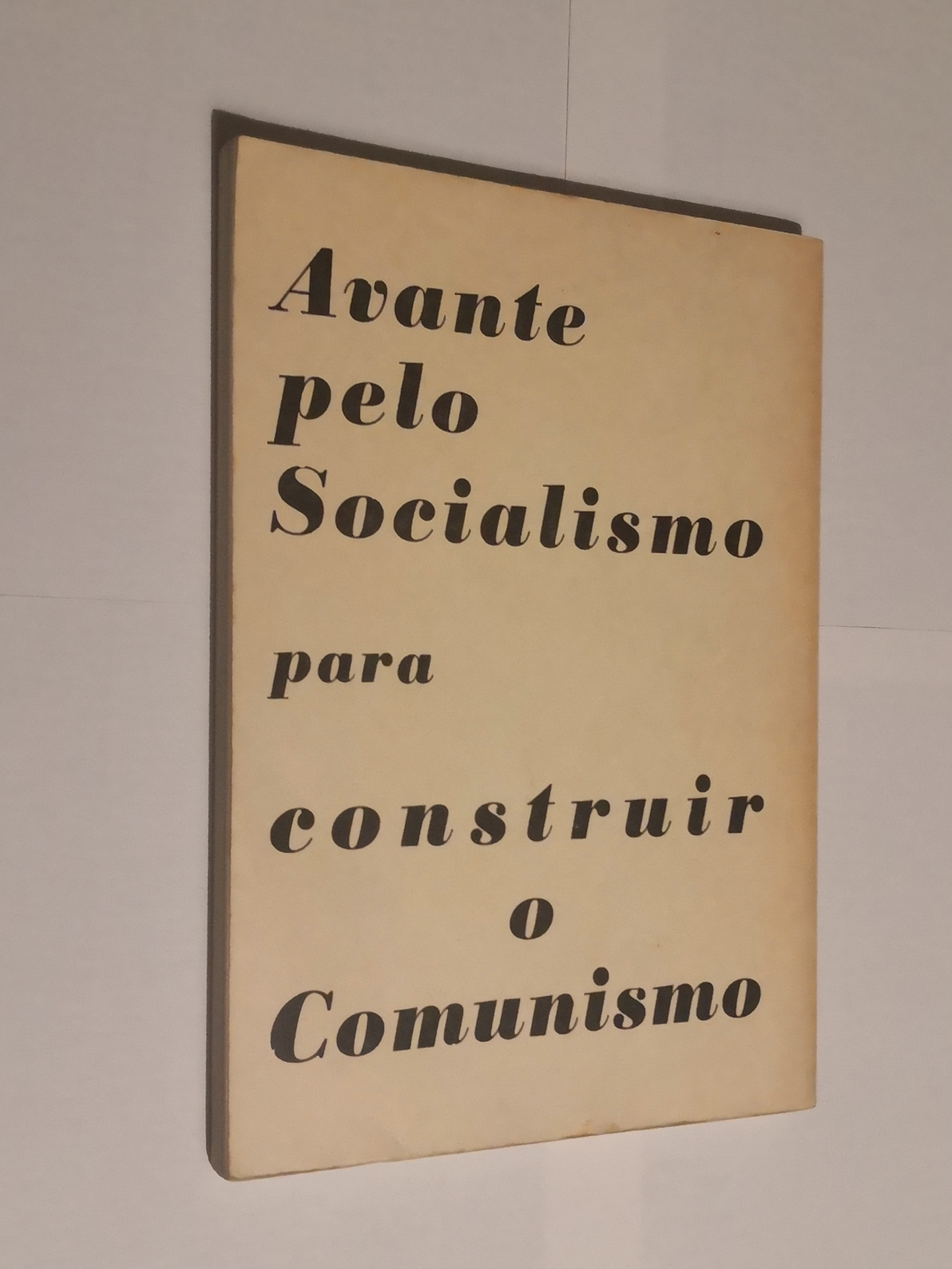
M. E. S. - Intervenção Política II, Avante pelo Socialismo para construir o Comunismo, 1975

O Congresso fundador do MES realizou-se à porta fechada, em 21 e 22 de dezembro de 1974, na Reitoria da Universidade Clássica de Lisboa, para aprovação das bases programáticas e estatutárias, para além da eleição dos nomes para a direção política do MES. A Comunicação Social só teve acesso a este Congresso durante a tarde de dia 22, quando já se tinha realizado a discussão à volta das bases programáticas, das bases estatutárias e já se registara a eleição da Comissão Política Nacional.
Na abertura do Congresso, a Comissão Executiva da Comissão Política Nacional (que não coincidia com a que foi eleita), apresentou um relatório sobre a situação política portuguesa que foi sujeito a amplo debate, segundo estes. Ao defender que fossem tomadas medidas que punham em causa os privilégios capitalistas, o MES sugeria a nacionalização da banca privada e dos seguros, a nacionalização do comércio externo, das pescas e transportes marítimos, a expropriação dos latifúndios e a nacionalização de alguns sectores básicos da produção.
Por outro lado, aquelas propostas deveriam marcar o início da passagem ao socialismo. O MES proclamava-se uma organização comunista (marxista, nem sempre leninista e antiestalinista). Segundo César Oliveira propunha-se lutar pelo socialismo e pelo comunismo, pelo que se colocavam também os problemas da passagem de uma sociedade capitalista para uma sociedade socialista. A este propósito, foi significativo a adoção da ditadura do proletariado como forma transitória para o socialismo, conforme se verifica no preâmbulo das bases estatutárias aprovadas neste Congresso.
No preâmbulo das bases estatutárias, único documento que os dirigentes do MES divulgaram parcialmente, podia ler-se:
- "O MES é uma organização marxista que luta pela construção do socialismo em Portugal, isto é, de uma sociedade em que os trabalhadores, detendo o Poder político e a posse dos meios de produção, organizem esta para a satisfação das necessidades da comunidade e não para o lucro, pondo fim à escravatura do trabalho assalariado e à divisão entre o trabalho manual e intelectual caminhando na construção do socialismo";
- "A construção da sociedade sem classes, ou seja, do comunismo, passará pela ditadura do proletariado, entendida como a ditadura sobre a classe exploradora e, consequentemente a democracia operária, que é a plena liberdade de auto-organização da classe trabalhadora e o desaparecimento progressivo do Estado".[5]

Participaram como convidados estrangeiros, Rossana Rossanda do Partido da Unidade Proletária para o Comunismo (Itália), bem como os representantes do Partido Socialista Unificado (França), da Junta de Coordenação Revolucionária, e da União do Povo Galego.
Depois de uma votação nominal, e não por lista, a nova Comissão Política Nacional ficou constituída por: Augusto Mateus, Vítor Wengorovius, Nuno Teotónio Pereira, José Dias, Celso Cruzeiro, Ribeiro Mendes, Paulo Bárcia, Edilberto Moço, Vítor Barros, Francisco Farrica, Luís Martins, Carlos Pratas,  Vítor Silva, António Machado, Marcolino Abrantes, Rogério de Jesus e Eduardo Ferro Rodrigues.
Nesta eleição, foram afastados César de Oliveira, Jorge Sampaio e João Bénard da Costa. Estes desfiliaram-se do MES, denunciando o que entenderam ser a prevalência de uma linha radical dentro da organização. A mais destacada figura desse grupo era Jorge Sampaio, que mais tarde viria a formar, com algumas das personalidades que o acompanharam, o Grupo de Intervenção Socialista (G.I.S.).

### As eleições para a Assembleia Constituinte (25-4-1975)
O MES teve uma significativa presença entre os oficiais que prestavam serviço militar no período da Revolução de 25 de Abril de 1974, tendo alguns dos seus militantes assumido posições de influência no seio do Movimento das Forças Armadas (MFA). Concorreu às eleições para a Assembleia Constituinte, em 25 de abril de 1975, e às Eleições legislativas de 1976, em 25 de abril de 1976.
Para a Assembleia Constituinte o MES apresentou como candidatos, entre outros, Abílio Hernandez Cardoso, Alberto Martins, António dos Santos Júnior, António Pinto Basto Ribeiro Ferreira, Augusto Mateus, Catalina Pestana, Edilberto Moço, Eduarda Dionísio , Eduardo Ferro Rodrigues, Fernando Serrasqueiro, Francisco Cabral Cordovil, Francisco Teixeira Pereira Soares, Joel Hasse Ferreira, Jorge Strecht, José António Vieira da Silva, José Galamba de Oliveira, José Goulão, José Luís Pio Abreu, Maria Manuel Leitão Marques, Nuno Teotónio Pereira e Vítor Wengorovius. Nestas eleições, o MES obteve 57 695 votos (1% de votos).

### A participação na Frente de Unidade Popular (25-8-1975)
Em 25 de agosto de 1975, o MES participou na Frente de Unidade Popular, juntamente o PCP, o MDP/CDE,  Frente Socialista Popular (FSP), a LUAR, a LCI, o Partido Revolucionário do Proletariado/Brigadas Revolucionárias (PRP/BR) e a Organização 1º de Maio, em apoio ao V Governo Provisório e reacção às manifestações promovidas e lideradas pelo PS - Partido Socialista. No entanto, a 26 de Agosto, a Organização 1º de Maio abandona o movimento sendo seguida, dois dias depois, pelo PCP. A partir daí, a aliança passou a ser designada como Frente de Unidade Revolucionária (FUR). Esta seria extinta algumas semanas mais tarde, com o fim do V Governo Provisório, de Vasco Gonçalves em setembro de 1975.

### Documento Copcon
A 7 de agosto de 1975, no Jornal Novo, um grupo de oficiais das Forças Armadas de Portugal liderados por Melo Antunes  e pertencentes ao MFA, publicou um documento que ficou conhecido como "Documento dos Nove" ou "Documento Melo Antunes" tendo em vista a clarificação de posições políticas e ideológicas dentro e fora do Movimento das Forças Armadas e opondo-se às teses políticas do Documento "Aliança Povo/MFA,  apresentado a 8 de julho de 1975. Esta foi a  primeira demonstração publica de divergências no seio do  MFA e a marcação de uma posição clara contra a tentativa de tomada de poder pelo PCP “o caminho que as coisas estavam a tomar, isto é, o caminho de levar Portugal a tornar-se um país cada vez mais próximo do modelo soviético”.
Em resposta, com o patrocínio de Otelo Saraiva de Carvalho,com a contribuição de vários oficiais ligados ao COPCON, bem como os dirigentes do PRP/BR, Carlos Antunes e Isabel do Carmo, publicaram o documento “Autocrítica revolucionária do Copcon/Proposta de trabalho para um programa político” também conhecido como "Documento Copcon". Este propunha um modelo assente no poder popular basista e viria a ter o apoio do  do MES além do PRP/BR e UDP.

## Período Pós 25 de Novembro

### O 2º Congresso (13-2-1976)
O 2º Congresso do MES realizou-se, mais uma vez, à porta fechada, em 13 e 14 e 15 de fevereiro de 1975, no pavilhão principal da Feira Internacional de Lisboa, na Junqueira. Nas conclusões deste congresso destaca-se a extinção da Comissão Política Nacional e a sua substituição pelo Comité Central. Segundo Augusto Mateus, deste congresso saiu "uma nova conceção organizativa, que consagrava o marxismo e os atributos essenciais do leninismo". Em relação às alterações políticas, na última página do Poder Popular, órgão oficial do MES dirigido por Eduardo Ferro Rodrigues, de 4 de Março de 1976, podia ler-se o novo preambulo dos estatutos, com o título em letras garrafais, MES - MOVIMENTO COMUNISTA.
Faziam parte do Comité Central:
Afonso de Barros, Agostinho Rafael, Agostinho Roseta, Alberto Martins, António Caetano, António Cortes Simões, António Mil-Homens, António Moreira, António Moreira dos Santos, António Pires, Augusto Mateus, Cândido Rana, Carlos Mendonça,  Carlos Vargas, Celso Cruzeiro, Edilberto Moço, Eduardo Ferro Rodrigues, Eduardo Graça, Eduardo Pontes, Fernando Ribeiro Mendes,  Fernando de Sousa, Francisco Cordovil, Francisco Farrica, Jacinto Rodrigues, João Mário Anjos, José Manuel Raimundo, Luís Martins, Manuel Luís Brito, Marcolino Abrantes, Manuel Pires, Nuno Teotónio Pereira, Rogério de Jesus, Valter Diogo, Vítor Silva e Vítor Wengorovius.
Na primeira reunião do Comité Central, é eleita a sua Comissão Política composta por:
Afonso de Barros, Alberto Martins, Augusto Mateus, Francisco Farrica, Eduardo Ferro Rodrigues, Eduardo Graça, Marcolino Abrantes, Rogério de Jesus, Fernando Ribeiro Mendes, Manuel Pires, e Nuno Teotónio Pereira .

### As eleições legislativas de 1976 (25-4-1976)
Nas Eleições legislativas de 1976, o MES apresentou como candidatos, entre outros, Agostinho Roseta, Alberto João Couraceiro de Castro, Alberto Martins, António Manuel Alves Martins, Augusto Mateus, António Pinto Basto Ribeiro Ferreira, Celso Cruzeiro, Eduardo Allen, Eduardo Ferro Rodrigues, Jacinto Rodrigues, Jorge Bateira, Jorge Paulo Gonçalves Bárcia, José Galamba de Oliveira, Maria Inês Cabral Cordovil, Miguel Alarcão Bastos, Nuno Teotónio Pereira, Pedro Barroso e Vítor Wengorovius.
Nestas eleições, o MES obteve 31 332 votos (0,57%).

### A participação do MES no GDUP (21-11-1976)
O MES foi um dos partidos fundadores do Grupos Dinamizadores de Unidade Popular (GDUP), uma coligação com a  UDP, o  PCP (R), a LCI, a FSP e o PRP que viria a abandonar no proprio congresso fundador, que se realizou em 21 de novembro de 1976, na Amadora, onde foram eleitos os órgãos nacionais e se aprovaram os estatutos. A Comissão Nacional do Movimento de Unidade Popular (MUP) é então criada durante o congresso. Era constituída por 50 membros e foi presidida por Luís Moita, antigo pároco em Marvila. A vaga deixada na presidência da Comissão Nacional, ficou por preencher, uma vez que Otelo Saraiva de Carvalho, foi impedido de participar, pela sua condição de militar. A Comissão Nacional foi então encabeçada por Luís Moita, e contava com os militantes do MES, Afonso de Barros, Catalina Pestana, Francisco Cabral Cordovil, Jerónimo Franco, João Mário Anjos, Manuel Luís Brito e Manuel Pires. Segundo Otelo, a ideia dos GDUP teria nascido em casa de Ferro Rodrigues, na Lapa.
O GDUP concorreu às eleições autárquicas de dezembro de 1976, tendo uma votação de 2,5% . Devido aos resultados pouco animadores, teria vida efemera, terminado a actividade uns meses a seguir.

### O 3º Congresso (8-12-1977)
O 3º Congresso do MES realizou-se, entre 8 e 11 de dezembro de 1977, em Lisboa.
Nos novos Estatutos aprovados neste congresso, o MES passa a definir-se como uma organização política revolucionária que luta pelo comunismo, colocando como tarefa central da sua prática a luta pela criação do Partido Revolucionário da Classe Operária, consagrando o marxismo-leninismo como pilar fundamental da sua acção e transformação.
Entre 1974 e 1975 o MES publicou o jornal Esquerda Socialista, dirigido por César de Oliveira.
O MES foi formalmente dissolvido a 17 de novembro de 1997, pelo Tribunal Constitucional, tendo este partido deixado de ter atividade desde os primeiros meses de 1981.
Muitas das figuras que estiveram na origem e na história do MES viriam a ingressar, posteriormente, no Partido Socialista, no âmbito do qual algumas vieram a assumir elevadas funções como dirigentes do partido ou em órgãos de soberania, como foi o caso de Jorge Sampaio, Eduardo Ferro Rodrigues, José Manuel Galvão Teles, César de Oliveira, Augusto Mateus, e Alberto Martins e Francisco Seixas da Costa

## Resultados Eleitorais

### Eleições legislativas
| Data | Líder                 | Votos  | %         | +/- | Deputados | +/-     | Status            | Notas |
| ---- | --------------------- | ------ | --------- | --- | --------- | ------- | ----------------- | ----- |
| 1975 | Afonso de Barros      | 58 248 | 1,0 (7.º) |     | 0 / 250   |         |                   |       |
| 1976 | Nuno Teotónio Pereira | 31 332 | 0,6 (8.º) | 0,4 | 0 / 263   | Estável | Extra-parlamentar |       |

### Eleições presidenciais
| Data | Candidato apoiado         | 1ª Volta                 | 1ª Volta                 | 2ª Volta                 | 2ª Volta                 | Notas                    |
| Data | Candidato apoiado         | Votos                    | %                        | Votos                    | %                        | Notas                    |
| ---- | ------------------------- | ------------------------ | ------------------------ | ------------------------ | ------------------------ | ------------------------ |
| 1976 | Otelo Saraiva de Carvalho | 792 760 (2.º)            | 16,5 / 100               |                          |                          |                          |
| 1980 | Nenhum candidato apoiado  | Nenhum candidato apoiado | Nenhum candidato apoiado | Nenhum candidato apoiado | Nenhum candidato apoiado | Nenhum candidato apoiado |

### Eleições autárquicas
| Data | Votos   | %         | Presidentes CM | Vereadores |
| ---- | ------- | --------- | -------------- | ---------- |
| 1976 | 104 629 | 2,5 (5.º) | 0 / 304        | 5 / 1 908  |

### Eleições regionais

#### Região Autónoma dos Açores
| Data | Votos | %         | Deputados | Status            |
| ---- | ----- | --------- | --------- | ----------------- |
| 1976 | 167   | 0,2 (6.º) | 0 / 43    | Extra-parlamentar |